# Međunarodni indeks biljnih imena
International Plant Names Index (IPNI) je baza podataka imena i asociranih osnovnih bibliografskih detaja biljnih semena, paprati i Lycopodiophyta. Pokriće biljnih imena je najbolje na rangu vrsta i rodova. Obuhvaćeni su osnovni bibliografiski detalji asocirani sa imenima. Jedan od ciljeva ove baze podataka je eliminisanje potrebe za ponavljanjem referenci na primarne izvore za osnovne bibliografske informacije o biljnim imenima.
IPNI takođe održava spisak standardizovanih autorskih skraćenica.

## Spoljašnje veze
- Zvanični veb-sajt  of the IPNI
- Plant Name search – IPNI search for plant names
- Author search – IPNI search for author names and standard abbreviations